# Iwama dojo
Le dojo de la branche Ibaraki de l'aïkikaï (茨城支部道場, Ibaraki Shibu dōjō) et le sanctuaire de l'Aïki (合気神社, Aiki jinja) sont situés dans le district de Yoshioka de la ville de Kasama (formée en 2006 à la suite du rapprochement des villes d’Iwama et Tomoe), dans la province d'Ibaraki.

## Histoire
Au cours des années 1940, le fondateur de l'aïkido, Morihei Ueshiba, achète un certain nombre de parcelles de terre dans la petite ville d'Iwama dans le but d'y construire un dojo et une ferme aïki dont il tire une partie de sa subsistance. Il y établit en outre le sanctuaire de l'Aïki (Aiki-jinja) en 1943. 
Morihiro Saito y devient son élève en 1946, en externe puis régulièrement en tant qu'ushi deshi de façon intermittente. La première pièce du dojo fait alors 6 tatamis. Après son mariage, son métier lui permet et sa femme de continuer d'aider Maître Ueshiba et son épouse jusque dans le travail à la ferme. Il reçoit alors une parcelle du terrain du maître et s'y établi et continue de servir pendant 24 ans, devenant un élève privilégié, un professeur remplaçant lors des déplacements du maître et dès les années 50 le seul instructeur à pouvoir enseigner les armes à haut niveau hormis le fondateur.  
Après la mort du fondateur de l'aïkido en 1969, Morihiro Saito devient l'instructeur en chef du dojo et le gardien du sanctuaire Aïki, poste qu'il occupe jusqu'à sa mort en 2002. Il se consacre alors à structurer et dispenser l'enseignement de l'aïkido dans l'état auquel le fondateur l'avait amené et il lui donne le nom d'Iwama Ryu.  
Le dojo accueillait ainsi les ushi deshi venant du monde entier qui se formaient à l'Iwama Ryu. La journée commençait vers 5h30 par le rangement des tatamis, le ménage du dojo et du temple, le balayage de la cour et les prières (une vingtaine de minutes) et enfin le petit déjeuner vers 8h. Toutes les taches ménagères et la cuisines étaient exécutées par les ushi deshi selon un planning rigoureux. Suivait la pratique des armes puis des autres techniques.  
Quelques années après la mort de Saito, l'aikikai choisit de retirer la garde de l'Aiki-jinja à Hitohiro Saito. Celui-ci, fils de Morihiro Saito, choisit ensuite de ne pas continuer l'oeuvre de son père qui voulait préserver l'art du fondateur dans son état final et diverge de l'Iwama Ryu. 
Restent comme témoignages de cette état final de l'enseignement du maître à Iwama plusieurs livres. Le livre Budo a été publié en 1938 à une centaine d'exemplaires, et a été redécouvert en 1981. Maitre Kanetsuka, directeur technique de Grande Bretagne avait exhibé un exemplaire dans les années 1990 lors d'un stage à Breuillet (91) sans que l'on sache si c'était un original. Témoignent aussi la série Takemusu aiki en 5 volume du fondateur, recueilli par Takahashi Hideo dont une édition date de 1986, et la série Takemusu aikido de Saito, recueilli par Stanley A. Pranin, en 5 volumes. le 6eme volume de cette série reprend le livre Budo de 1938, avec les photos originales complétées par des photos actuelles pour préciser les placements intermédiaires que maîtrisait encore Saito jusqu'à sa mort et qui étaient pratiquées ici, sur les tatamis jouxtant l'Aiki Jinja jusqu'en 2002.

## Activités
L’instructeur en chef du dojo d’Iwama est Hiroshi Isoyama, un élève direct d’O-sensei ayant commencé la pratique avec le fondateur durant l’enfance.

## Sanctuaire
Le premier petit sanctuaire fut construit en 1940. Le second plus développé fut érigé en 1962. Ils furent tous deux rénovés par la famille Saito en 2001-2002 avec l'approbation du doshu Moriteru Ueshiba. Cette rénovation inclut aussi une clôture et une grosse pierre sur laquelle est incrustée « Aiki jinja » faite par Seiseki Abe, un enseignant d'aikido et de calligraphie qui enseigna l'art à  Morihei Ueshiba.
Chaque 19 avril, le festival du printemps est dirigé par les prêtres Oomoto en commémoration du décès d'Ueshiba. La journée consiste en une cérémonie shinto, suivie d’une démonstration du doshu de l’aïkido, puis d’un pique-nique offert par l’aïkikaï aux gens qui se sont déplacés.